# Rebeuville
Rebeuville település Franciaországban, Vosges megyében. Lakosainak száma 295 fő (2022. január 1.). Rebeuville Certilleux, Circourt-sur-Mouzon és Neufchâteau községekkel határos.

## Népesség
A település népessége az elmúlt években az alábbi módon változott:
| Lakosok száma | 266  | 282  | 292  | 283  | 280  | 278  | 281  | 284  | 295  |
|               | 2013 | 2015 | 2016 | 2017 | 2018 | 2019 | 2020 | 2021 | 2022 |